# Bert Brocklesbury
Herbert Ernest "Bert" Brocklesbury (27 tháng 6 năm 1879 – 9 tháng 3 năm 1959) là một cầu thủ bóng đá người Anh thi đấu ở vị trí hậu vệ.